# Strąga
Strąga (lokalnie w formie stroga, struonga, pstręga) – apelatyw znany z całych Karpat, ściśle związany z sezonowym pasterstwem owiec (szałaśnictwem), oznaczający usytuowaną na hali 'przegrodę z otworami, przez które przechodziły owce do dojenia’, również 'otwór w przegrodzie, przez który przechodzą owce do dojenia’. Na Podhalu w znaczeniu 'miejsce zagrodzone do dojenia owiec’,'koszar na owce’ lub 'ogrodzenie przeznaczone do dojenia owiec’. Nie należy utożsamiać z koszarem – zagrodą, w której owce nocują.
Ogrodzenie mogło być przenośne lub stałe. Zazwyczaj wykonywano je z drewnianych żerdek. Czasami, przy braku żerdek wykonywano je z gałęzi lub z kamieni układanych w postaci murku. Przez okienka strągi pojedynczo wpuszczano owce do dojenia, a przy okienkach tych siedzieli dojący je juhasi. Ilość okienek zależna była od ilości dojarzy (i owiec).
Strąga (w sensie samodzielnego ogrodzenia) mogła być budowana osobno do tego celu, zwykle jednak była tylko wydzieloną częścią wewnątrz koszaru, czyli zagrody do której zapędzano owce na noc. W sensie przegrody z otworami strąga dzieliła koszar na dwie części: po jednej stronie były owce do dojenia, po drugiej już wydojone. Czasami stanowiska dla juhasów osłonięte były przed deszczem jednospadowymi daszkami wspartymi na żerdkach.
W Karpaty nazwa trafiła z Bałkanów za pośrednictwem pasterzy wołoskich, jednak właściwe pochodzenie wyrazu nie jest ostatecznie wyjaśnione. W języku rumuńskim strúngă znaczy ‘strąga, dojarnia’, także ‘szpara, przesmyk’, i pochodzi być może od albańskiego shtrungë. Występuje we wszystkich językach związanych z łańcuchem karpackim: słow. strunga, czes. strunga, ukr. strunka, sch. struga, bułg. străga, struga, węg. esztrenga, sztronga. Do języka polskiego apelatyw przeniknął przypuszczalnie ze słowackiego, jednak z rodzimym rozwojem elementu nosowego.
Od słowa strąga pochodzi nazwa Hala Strążyska, od niej zaś pochodne nazwy: Dolina Strążyska, Kominy Strążyskie itd. W gwarze podhalańskiej nazwa Strążyska jest w liczbie mnogiej, prawidłowo powinno się więc mówić: w Strążyskach, do Strążysk. W praktyce jednak utarła się wymowa w Dolinie Strążyskiej, do Doliny Strążyskiej.